# Jordan Veretout
Jordan Marcel Gilbert Veretout (* 1. března 1993) je francouzský profesionální fotbalista, který hraje na pozici záložníka za Olympique Marseille (2023) a francouzský národní tým.
Veretout je bývalý francouzský mládežnický reprezentant, který pravidelně reprezentoval svůj národ na úrovni do 18, 19, 20 a 21 let. V roce 2013 vyhrál Mistrovství světa ve fotbale do 20 let. V roce 2021 vyhrál Ligu národů UEFA, když nastoupil jako náhradník ve finále.

## Mládí
Veretout se narodil v Ancenisu v departementu Loire-Atlantique.

## Klubová kariéra

### Nantes
Veretout debutoval v prvním týmu za francouzský klub Nantes 13. května 2011 v ligovém zápase proti Sedanu. Svůj první start od začátku zápasu si připsal v následující sezóně v úvodním zápase týmu, výhře 1:0 v prodloužení nad Reims v Coupe de la Ligue. Veretout odehrál za Nantes během pěti let 146 zápasů.

### Aston Villa
Dne 31. července 2015 se Veretout na pět let upsal birminghamskému klubu Premier League Aston Villa za nezveřejněný poplatek, který se odhaduje na 7 milionů liber. Trenér Tim Sherwood hráče pochválil a řekl: „Vím, že Veretout je ve Francii velmi dobře hodnocený“. Veretout debutoval za Aston Villu při vítězství 1:0 nad AFC Bournemouth 8. srpna.

#### Hostování v Saint-Étienne
Dne 23. srpna 2016 přestoupil Veretout do AS Saint-Étienne na roční hostování bez opce na koupi z Aston Villy.

### Fiorentina
Dne 25. července 2017 Veretout přestoupil do Fiorentiny a dohodl se na čtyřleté smlouvě s opcí na pátý rok. Částka zaplacená Aston Ville byla odhadnuta na 7 milionů eur.

### AS Řím
Dne 20. července 2019 se Veretout připojil k AS Řím na hostování s povinností odkupu. Dne 1. července 2020 Veretout přestoupil za počáteční poplatek ve výši 16 milionů eur, který se může zvýšit na 18 milionů eur. Podepsal čtyřletou smlouvu.
Dne 28. února 2021 vstřelil Veretout svůj 10. gól v Serii A v sezóně 2020/21 v zápase proti AC Milán. Veretout se stal prvním francouzským záložníkem, který dosáhl tohoto milníku od Michela Platiniho v dresu Juventusu v sezóně 1985/86.

### Marseille
Dne 5. srpna 2022 podepsal Veretout tříletou smlouvu s klubem Ligue 1 Marseille s opcí na další rok. Marseille zaplatila za přestup poplatek ve výši 11 milionů eur.

## Reprezentační kariéra
Veretout je bývalý francouzský mládežnický reprezentant, který reprezentoval svou zemi od úrovně do 18 let až do 21 let. Veretout v roce 2013 vyhrál Mistrovství světa ve fotbale do 20 let v Turecku, kde byl velmi chválen za své výkony ve středu pole, ve kterém nastupovali také Geoffrey Kondogbia a Paul Pogba. Veretout ve finále proměnil penaltu a Francie nakonec turnaj vyhrála v penaltovém rozstřelu.
Dne 26. srpna 2021 obdržel první pozvánku do francouzského seniorského týmu. Dne 1. září debutoval v reprezentaci v kvalifikačním utkání na Mistrovství světa ve fotbale 2022 proti Bosně a Hercegovině. Veretout se dostal do 26členného týmu pro Mistrovství světa ve fotbale 2022 a objevil se v posledním zápase skupinové fáze proti Tunisku.

## Statistiky

### Klubové
Platí k zápasu hranému 3. června 2023.
| Klub                      | Sezóna            | Liga              | Liga   | Liga | Pohár  | Pohár | Kontinentální | Kontinentální | Celkově | Celkově |
| Klub                      | Sezóna            | Divize            | Zápasy | Góly | Zápasy | Góly  | Zápasy        | Góly          | Zápasy  | Góly    |
| ------------------------- | ----------------- | ----------------- | ------ | ---- | ------ | ----- | ------------- | ------------- | ------- | ------- |
| Nantes                    | 2010/11           | Ligue 2           | 1      | 0    | 0      | 0     | —             | —             | 1       | 0       |
| Nantes                    | 2011/12           | Ligue 2           | 35     | 6    | 5      | 0     | —             | —             | 40      | 6       |
| Nantes                    | 2012/13           | Ligue 2           | 31     | 0    | 3      | 1     | —             | —             | 34      | 1       |
| Nantes                    | 2013/14           | Ligue 1           | 27     | 1    | 4      | 0     | —             | —             | 31      | 1       |
| Nantes                    | 2014/15           | Ligue 1           | 36     | 7    | 4      | 0     | —             | —             | 40      | 7       |
| Nantes                    | Celkově           | Celkově           | 130    | 14   | 16     | 1     | —             | —             | 146     | 15      |
| Aston Villa               | 2015/16           | Premier League    | 25     | 0    | 4      | 0     | —             | —             | 29      | 0       |
| Saint-Étienne (hostování) | 2016/17           | Ligue 1           | 35     | 3    | 1      | 1     | 7             | 0             | 43      | 4       |
| Fiorentina                | 2017/18           | Serie A           | 36     | 8    | 2      | 2     | —             | —             | 38      | 10      |
| Fiorentina                | 2018/19           | Serie A           | 33     | 5    | 4      | 0     | —             | —             | 37      | 5       |
| Fiorentina                | Celkově           | Celkově           | 69     | 13   | 6      | 2     | —             | —             | 75      | 15      |
| AS Řím (hostování)        | 2019/20           | Serie A           | 33     | 6    | 2      | 0     | 8             | 1             | 43      | 7       |
| AS Řím                    | 2020/21           | Serie A           | 29     | 10   | 1      | 0     | 8             | 1             | 38      | 11      |
| AS Řím                    | 2021/22           | Serie A           | 36     | 4    | 2      | 0     | 12            | 0             | 50      | 4       |
| AS Řím                    | Celkově           | Celkově           | 98     | 20   | 5      | 0     | 28            | 2             | 131     | 22      |
| Marseille                 | 2022/23           | Ligue 1           | 38     | 4    | 4      | 1     | 6             | 0             | 48      | 5       |
| Celkově v kariéře         | Celkově v kariéře | Celkově v kariéře | 395    | 54   | 36     | 5     | 41            | 2             | 472     | 61      |

### Reprezentační
Platí k zápasu hranému 30. listopadu 2022.
| Národní tým | Rok     | Zápasy | Góly |
| ----------- | ------- | ------ | ---- |
| Francie     | 2021    | 5      | 0    |
| Francie     | 2022    | 1      | 0    |
| Celkově     | Celkově | 6      | 0    |

## Úspěchy
Nantes
- Ligue 2: 2012/13

AS Řím
- Evropská konferenční liga UEFA: 2021/22

Francie U20
- Mistrovství světa ve fotbale hráčů do 20 let: 2013

France
- Liga národů UEFA: 2020/21
- Poražený finalista Mistrovství světa ve fotbale: 2022